# روبرت فلويد
روبرت فلويد (بالإنجليزية: Robert W. Floyd)‏ عالم حاسوب أمريكي بارز في مجال علم الحاسوب، فاز بجائزة تورنغ في عام 1978.

## وصلات خارجية
- Robert W Floyd في شجرة علماء الرياضيات